# Richard Menapace
Richard Menapace (* 20. Dezember 1914 in Tramin; † 21. April 2000 in Salzburg) war ein Südtiroler Radrennfahrer, der mit  italienischer, deutscher und zuletzt österreichischer Lizenz Rennen auf Bahn und Straße bestritt.

## Sportliche Laufbahn
Richard Menapace wurde als drittes von sieben Kindern der Familie in einfachen Verhältnissen in Südtirol geboren. Sein Vater war der Schlosser Engelbert Menapace, seine Mutter die Hausfrau Colletta Menapace, geborene Nardelli. Die Mutter war deutsch-, der Vater italienischsprachig. In seiner Autobiografie schrieb Menapace später, von seiner Familie habe er Zusammenhalt und den „Willen zum Durchhalten“ gelernt, von seiner Heimat die „Heiterkeit und des Milde des südlichen Weinlandes“, vermischt mit dem „Ernst der Berge und Wälder Tirols“. Mit dem Fahrradfahren in Berührung kam er durch Fahrräder, die in der Werkstatt seines Vaters repariert wurden, und sein Lehrer schwärmte von den „Helden“ des Giro d’Italia.
Nach der Schule absolvierte Menapace, der 1,58 Meter groß war und 55 Kilogramm wog, eine Gärtnerlehre in Bozen. Er fuhr in seiner Jugend in Italien seine ersten Radrennen und nahm an ersten italienischen Meisterschaften teil. 1935/36 absolvierte er seinen Militärdienst in Italien; laut seinen eigenen Worten entwickelte er in dieser Zeit eine Abneigung gegen das italienische Militär, aber auch generell gegen Italien und den Faschismus. Aufgrund seiner Erfolge hätte er bei den Olympischen Spielen 1936 starten können, wurde aber nicht nominiert.
1937 gewann er das Rennen Mailand–München, was ihn in Italien, Österreich und Deutschland bekannt machte. Nach dem Sieg erhielt er mehrere Angebote von Radsportteams aus Italien. Menapace wollte aber nicht Domestik in einem Werksteam sein und löste daher eine Lizenz als Unabhängiger, was ihm weiterhin Rennen bei den Amateuren, aber auch Starts mit den Profis, etwa beim Giro d’Italia, ermöglichte. 1938 nahm er am Giro d’Italia  teil, bei dem er den 13. Platz belegte, 1939 schied er nach einem schweren Sturz aus.
1940 zog Menapace nach Jestetten in Baden, wo er offiziell als „Hilfswerker“ und Rennfahrer bei Altenburger angestellt war. Er schloss einen Vertrag mit dem Wanderer-Radsportteam ab. Ab April 1940 fuhr er im Deutschen Reich Rennen auf Straße und Bahn. Ab Anfang 1942 absolvierte er eine Ausbildung zum Offiziersanwärter, anschließend eine zum Dolmetscher. Mitte 1942 wurde er nach Nordafrika geschickt, und, nachdem sein Verband aufgelöst war, anschließend an verschiedene Orte in Italien.
Nach dem Zweiten Weltkrieg fuhr Menapace Rennen weiterhin als Amateur, zunächst mit italienischer, dann mit österreichischer Lizenz. 1948 wurde er österreichischer Straßenmeister. 1949 (40 Minuten Vorsprung) und 1950 (20 Minuten Vorsprung) gewann er jeweils die Österreich-Rundfahrt. Diese Siege wurden in Medienberichten als national bedeutsam gefeiert, obwohl Menapace zu dieser Zeit noch Italiener war, und in Salzburg galt er als „Nationalheros“. Zudem wurde er in beiden Jahren „Großglocknerkönig“, d. h. er überquerte den Großglockner auf der Etappe als Erster. 1949 gewann er Rund um das Lech-und Donautal. Er führte ein Fahrradgeschäft in Salzburg, was zu der kuriosen Situation führte, dass er ein Rennen gewann, das er selbst gesponsort hatte.
Im Herbst des Jahres 1950 beendete er seine sportliche Laufbahn.

## Berufliches
1948 ließ sich Richard Menapace in Salzburg nieder. Er eröffnete mit seinem Radsportkollegen Franz Perfahl ein Fahrradgeschäft, in dem auch seine spätere Frau Magdalena, geborene Elzenbaum, mitarbeitete, die ebenfalls aus Tramin stammte. Erst im Mai 1950 erhielt er auf Antrag die österreichische Staatsbürgerschaft. 1957 gab er das Fahrradgeschäft auf und betätigte sich fortan als Immobilienentwickler. Er verstarb im 86. Lebensjahr am 21. April 2000 in Salzburg und wurde auf dem Salzburger Kommunalfriedhof beerdigt.

## Ehrungen
1949 wurde Richard Menapace von den österreichischen Journalisten zum Sportler des Jahres gewählt. Er war der erste Sportler, dem diese Ehrung zuteilwurde. Kurz zuvor war er bereits vom Bürgermeister der Stadt Wien mit dem Sportehrenzeichen der Stadt geehrt worden. Auch hier war es die erste Verleihung des Preises. 1950 machte er den ersten Spatenstich für die neue Salzburger Radrennbahn.

## Erfolge
1937
- Gesamtwertung und eine Etappe Mailand–München

1948
- Österreichischer Meister – Straßenrennen

1949
- Gesamtwertung, Bergwertung und fünf Etappen Österreich-Rundfahrt

1950
- Gesamtwertung und Bergwertung Österreich-Rundfahrt

## Grand Tour-Platzierungen
| Grand Tour        | 1938 | 1939 |
| ----------------- | ---- | ---- |
| Giro d’ItaliaGiro | 16   | DNF  |

## Publikation
- Richard Menapace erzählt … Mit vielen Fotos und Zeichnungen (Ill. v. Bruno Schwatzek). Braumüller, Wien 1951.